# Eulis Báez
Eulis Rafael Báez Benjamín (Santo Domingo, 18 marzo 1982) è un ex cestista dominicano con cittadinanza spagnola, professionista nella Liga ACB ed ex giocatore di pallavolo.

## Carriera
Con la Rep. Dominicana ha disputato due edizioni dei Campionati mondiali (2014, 2019) e tre dei Campionati americani (2011, 2013, 2015).

## Statistiche

### College
| Anno      | Squadra          | PG | PT | MP   | TC%  | 3P%  | TL%  | RP  | AP  | PRP | SP  | PP   |
| --------- | ---------------- | -- | -- | ---- | ---- | ---- | ---- | --- | --- | --- | --- | ---- |
| 2002-2003 | FIU Panthers     | 29 | 27 | 33,6 | 50,8 | 45,5 | 55,6 | 8,2 | 2,4 | 1,0 | 0,9 | 12,7 |
| 2004-2005 | WIU Leathernecks | 28 | 28 | 33,5 | 56,4 | 50,0 | 65,7 | 7,6 | 2,9 | 1,9 | 1,2 | 15,3 |
| Carriera  | Carriera         | 57 | 55 | 33,6 | 53,6 | 48,0 | 60,7 | 7,9 | 2,6 | 1,5 | 1,0 | 14,0 |

### Eurolega
| Anno      | Squadra      | PG | PT | MP   | TC%  | 3P%  | TL%  | RP  | AP  | PRP | SP  | PP  |
| --------- | ------------ | -- | -- | ---- | ---- | ---- | ---- | --- | --- | --- | --- | --- |
| 2018-2019 | Gran Canaria | 22 | 8  | 20,8 | 42,7 | 31,9 | 78,6 | 3,8 | 1,5 | 0,9 | 0,1 | 6,7 |
| Carriera  | Carriera     | 22 | 8  | 20,8 | 42,7 | 31,9 | 78,6 | 3,8 | 1,5 | 0,9 | 0,1 | 6,7 |

## Palmarès

### Club
- Campionato dominicano: 1

Leones de Santo Domingo: 2021
- Supercoppa spagnola: 1

Gran Canaria: 2016